# Easy Action (コタニキンヤの曲)
「Easy Action」（イージー・アクション）は、2000年12月6日にリリースされたコタニキンヤの4枚目のシングル（BAD LUCK名義でリリースされた作品を含めると通算5枚目）。発売元はアンティノスレコード。

## 概要
タイトル曲「Easy Action」はロッテ『チョコムック』CMソング、カップリング曲「Glaring Dream」はWOWOWで放送されたテレビアニメ『グラビテーション』エンディングテーマに起用された。累計売上は1.9万枚を記録。タイトル曲、カップリング曲ともに2ndアルバム『WHAT? **PHYSICAL**』に収録されている。初回特典としてポスターカレンダーが封入。

## 収録曲
1. Easy Action
  - 作詞：Mad Soldiers・Solea　作曲/編曲：Mad Soldiers
2. Glaring Dream
  - 作詞/作曲/編曲：Mad Soldiers
3. Easy Action (一緒に唄おう"ラジ語りMIX")